# Белое бикини Урсулы Андресс
Белое бикини Урсулы Андресс (также известное как «Бикини из Доктора Ноу») представляло собой белое бикини на Урсуле Андресс, исполняющей роль девушки Джеймса Бонда Ханни Райдер в фильме 1962 года «Доктор Ноу». В нём она вышла из воды на пляж, который после ошеломляющего успеха фильма получил имя Джеймса Бонда. Считается одним из наиболее известных бикини всех времён и знаковым моментом в кинематографе и моде. Белое бикини Урсулы Андресс — один из важнейших моментов в истории бикини, продажи бикини, состоящих из двух частей, верха и низа, взлетели вверх после роли Андресс. Низ бикини украшен широким белым ремнем, носимым в британской армии, с латунными пряжками и фурнитурой, а также ножнами с левой стороны для большого ножа.

## История
Первое бикини было продемонстрировано на показе мод в Париже в 1946 году, однако в 1950-е годы бикини всё ещё считалось одеждой-табу. Бикини Андресс стало важным событием в истории женщин, явившись в период зарождения «сексуальной революции».

## Дизайн
Андресс разрабатывала бикини вместе с художником по костюмам фильма, модельером Тессой Прендергаст, с которой она познакомилась, когда жила в Риме. Андресс рассказывала, что когда она прилетела на Ямайку для съёмок, ничего из костюмов ещё не было готово. Она работала с режиссёром Теренсом Янгом и художником по костюмам, чтобы создать что-нибудь подходящее для её фигуры. Бикини было сделано из хлопка цвета слоновой кости и было изготовлено в единственном экземпляре. Это белое бикини с поясом в стиле хипстер.

## Отзывы
Белое бикини из «Доктора Ноу» считается самым известным бикини всех времён и одним из наиболее важных моментов в истории кинематографа и моды. Момент, в котором Андресс выходит из моря в этом бикини, упоминается как один из знаменитейших моментов в кино, при этом из наиболее эротичных. Данная сцена была многократно спародирована и скопирована в дальнейшем. Андресс говорила, что она обязана этому бикини своей карьерой, что оно обеспечило ей успех. Успех в «Докторе Ноу позволил ей получать в дальнейшем новые роли и стать финансово независимой.
Андресс продала бикини на аукционе Кристис в Лондоне в 2001 году за 35 тысяч фунтов стерлингов.

## Влияние
Бикини и сцена из «Доктора Ноу» с Андресс, выходящей из воды, была воспроизведена Хэлли Берри. На ней было надето оранжевое бикини с поясом в фильме 2002 года «Умри, но не сейчас».